# کنفرانس دوربان ۲
کنفرانس دوربان ۲ به کنفرانس جهانی سازمان ملل علیه نژادپرستی گفته می‌شود که از تاریخ ۲۰ تا ۲۴ آوریل ۲۰۰۹ در مرکز سازمان ملل در شهر ژنو سوئیس برگزار شد.
این اجلاس به بررسی برنامه کاری و بیانیه دوربان، تصویب شده در کنفرانس دوربان در آفریقای جنوبی در سال ۲۰۰۱ می‌پردازد.

## تحریم‌ها
برخی از کشورها همچون ایالات متحده آمریکا، کانادا، استرالیا، آلمان، هلند، ایتالیا، اسرائیل، نیوزلند، سوئد و لهستان کنفرانس را تحریم کردند. انگلستان اعلام کرده‌است در اجلاس شرکت خواهد کرد، ولی نمایندگان بلندپایه خود را در اجلاس شرکت نخواهد داد. فرانسه در ابتدا در اجلاس شرکت کرد ولی پس از سخنرانی محمود احمدی‌نژاد رئیس‌جمهور ایران، تصمیم گرفت از اجلاس خارج شود. پیش از اجلاس ناوانتم پیلای کمیسر عالی حقوق بشر سازمان ملل اعلام کرده بود که همه موضوعات بحث‌برانگیزی که اشاره به اسرائیل، صهیونیسم و خاورمیانه داشته، از بیانیه اجلاس حذف شده‌است و از همه گروه‌ها خواسته بود که در اجلاس شرکت کنند.

## سخنرانی بان کی‌مون
بان کی‌مون، دبیرکل سازمان ملل متحد در مراسم آغازین اجلاس، هولوکاست را نمونه پایدار نژادپرستی خواند و یهودستیزی و اسلام‌ستیزی را از اشکال مختلف نژادپرستی دانست. او همچنین هشدار داد که نباید جنبش صهیونیسم را با نژادپرستی یکی دانست.

## سخنرانی احمدی‌نژاد
محمود احمدی‌نژاد رئیس‌جمهور وقت ایران، که تنها رئیس کشور شرکت‌کننده در اجلاس بود، در روز نخست اجلاس به یک سخنرانی نیم ساعته پرداخت، این سخنرانی با واکنش‌هایی روبرو شد. در ابتدای سخنرانی، یک گروه دانشجوی یهودی فرانسوی که لباس دلقکها را به تن داشتند، سخنرانی محمود احمدی‌نژاد را با سر دادن «نژادپرست، نژادپرست» مختل کردند، اما نیروهای امنیتی بلافاصله آن‌ها را از محل نشست به بیرون هدایت کردند.
محمود احمدی‌نژاد در ادامه سخنانش، به کشور اسرائیل به شدت حمله کرد و در ادامه خواهان تغییر فوری در ساختار شورای امنیت سازمان ملل متحد شد. در واکنش بیش از ۴۰ دیپلمات از کشورهای اتریش، بلژیک، پادشاهی متحد بریتانیا، بلغارستان، قبرس، جمهوری چک، استونی، فنلاند، فرانسه، یونان، مجارستان، ایرلند، لتونی، لیتوانی، لوکزامبورگ، مالت، پرتغال، رومانی، اسلواکی، اسلونی، اسپانیا و سوئد جلسه را به نشانه اعتراض ترک گفتند.
بان کی مون دبیرکل وقت سازمان ملل این سخنان را مغایر با اهداف اجلاس خواند. پس از پایان سخنرانی احمدی‌نژاد و در هنگام ورود به جلسه با خبرنگاران، حدود صد نفر از یهودیان از جمله الی ویزل برنده جایزه صلح نوبل به اعتراض به او پرداختند.
پس از بررسی متن سخنرانی اصلی داده شده به دبیرخانه و نوار فارسی سخنرانی احمدی‌نژاد توسط مقامات سازمان ملل، مشخص شد که قسمتی از متن اصلی سخنرانی احمدی‌نژاد به زبان انگلیسی درهنگام سخنرانی حذف شده‌است. احمدی‌نژاد از به کاربردن اصطلاحات «مشکوک» و «مبهم» برای اشاره به هولوکاست که در متن اصلی ارائه شده، خودداری کرد و به جای آن از «سوء استفاده از هولوکاست» سخن گفت. نماینده ایران در ژنو هیچ گونه توضیحی در مورد این تغییر نداد

### واکنش‌های بین‌المللی به سخنان احمدی‌نژاد
- سازمان ملل متحد: بان کی‌مون، دبیرکل سازمان ملل متحد از استفاده محمود احمدی‌نژاد از اجلاس دوربان ۲ «برای ایراد اتهام، ایجاد تفرقه و برانگیختن احساسات ضد اسرائیلی» انتقاد کرد و گفت: «این گفته‌ها دقیقاً عکس آن چیزی است که ما از طریق این کنفرانس می‌خواهیم به آن برسیم … من این امر را که رئیس‌جمهور ایران از این محفل برای مقصر دانستن، ایجاد نفاق و تحریک اذهان استفاده کرده، محکوم می‌کنم».[۱۲]
- سازمان ملل: ناوانتم پیلای، کمیسر عالی حقوق بشر سازمان ملل متحد، سخنان محمود احمدی‌نژاد در رابطه با کشور اسرائیل را با موضوع کنفرانس دوربان ۲، که نژادپرستی بود، «بی‌ربط» دانست و از اقدام محمود احمدی‌نژاد در «استفاده از تریبون سازمان ملل متحد برای به ثمر رساندن اهداف سیاسی»، به شدت انتقاد کرد.[۱۳]
- فرانسه: نیکلا سارکوزی، رئیس‌جمهور فرانسه در سخنانی تصریح کرد: «رئیس‌جمهور ایران، آرمان‌ها و ارزش‌های اعلامیه جهانی حقوق بشر را به تمسخر گرفته‌است».[۱۴]
- ایالات متحده آمریکا: رابرت وود، سخنگوی وزارت امور خارجه ایالات متحده آمریکا از رئیس‌جمهور ایران خواست که به سر دادن «شعارهای تحریک‌آمیز» پایان دهد. وی همچنین گفته‌های محمود احمدی‌نژاد در کنفرانس ضد نژادپرستی ژنو را «نا پذیرفتی» توصیف کرد.[۱۴]
- اسرائیل: آویگدور لیبرمن وزیر امور خارجه اسرائیل در بیانیه‌ای تصریح کرد: «اسرائیل از آن نظر تصمیم گرفت کنفرانس دوربان ۲ را تحریم کند که از پیش می‌دانست حکومت‌هایی که مسئول برپایی این کنفرانس از جانب سازمان ملل متحد شده‌اند، رژیم‌های خودکامه و سرکوبگری هستند که خود در خط مقدم تبعیض نژادی و سرکوبگری قرار دارند، ولی هدفشان نشانه گرفتن اسرائیل و انتشار قطعنامه‌های زهرآگین علیه این کشور برای بهره‌برداری‌های نامشروع تبلیغاتی است».[۱۵][۱۶]
- پادشاهی متحده: پیتر گودرهام، سفیر پادشاهی متحده در سازمان ملل متحد تصریح کرد که: «بریتانیا، صریحاً سخنان توهین‌آمیز و فتنه انگیز رئیس‌جمهور ایران را محکوم می‌کند». سفیر بریتانیا همچنین تأکید کرد که: «یهودستیزی جایی در کنفرانس ضدنژادپرستی سازمان ملل متحد ندارد».[۱۷]
- اسلوانی: آندرج لوگار، سفیر اسلوانی در کنفرانس دوربان متذکر شد که سخنان محمود احمدی‌نژاد «ضربه‌ای جبران‌ناپذیر به وقار کنفرانس ضدنژادپرستی بوده‌است».[۱۸]
- نروژ: یوناس گاهر استور، وزیر امور خارجه نروژ که سخنران بعدی، پس از محمود احمدی‌نژاد بود، تصریح کرد: «نروژ اجازه نخواهد داد که مرد نخاله‌ای، زحمات بسیاری را که در برقراری کنفرانس ضدنژادپرستی نقش داشتند، سرقت کند».[۱۹]
- جمهوری چک: به عنوان رئیس دوره‌ای اتحادیه اروپا، اعلام کرد که در اعتراض به سخنان محمود احمدی‌نژاد، به‌طور کلی کنفرانس دوربان را تحریم می‌کند و نمایندگان کشورش را از زوریخ به پراگ فراخواند. در بیانیه‌ای رسمی که توسط وزارت امور خارجه جمهوری چک منتشر شد: «سخنان محمود احمدی‌نژاد در حمله به کشور اسرائیل، غیرقابل پذیرش خوانده شد و روی‌کرد احمدی‌نژاد نسبت به کشور اسرائیل را رفتاری نژادپرستانه» خواند.[۱۹]
- واتیکان: سخنان محمود احمدی‌نژاد در کنفرانس دوربان را «غیرقابل تحمل و افراطی» خواند.[۲۰]
- ایالات متحده آمریکا: آلحاندرو وولف، دیپلمات ارشد آمریکایی و نایب سفیر ایالات متحده آمریکا در سازمان ملل متحد، سخنان محمود احمدی‌نژاد را «تغذیه‌کننده نفرت نژادی» دانست و آن را «شرم‌آور، نفرت‌انگیز و تحریک‌آمیز» توصیف کرد.[۲۱]
- روسیه: وزارت امور خارجه روسیه، سخنان محمود احمدی‌نژاد را تقبیح کرد و حمله لفظی رئیس‌جمهور ایران به کشور اسرائیل را «سخت و نامتعادل» خواند.[۲۲]
- برزیل: وزارت امور خارجه برزیل، در بیانیه‌ای تصریح کرد که: «احمدی‌نژاد، مفهوم وقایع دردناک و در تاریخ تصدیق شده‌ای چون هولوکاست را ساده انگاشته‌است. چنین نظراتی به فضای گفتگو و تفاهم لازم برای تلاش‌های بین‌المللی در راستای پایان دادن به به تبعیض، آسیب می‌رساند».[۲۳]

## بیانیهٔ پایانی کنفرانس دوربان ۲
یک روز پس از سخنرانی بحث‌برانگیز محمود احمدی‌نژاد، رئیس‌جمهور ایران در کنفرانس ضدنژادپرستی در ژنو، شرکت‌کنندگان در این کنفرانس، بیانیهٔ پایانی آن را قبل از پایان رسمی کنفرانس، به امضا رساندند.
ناوانتم پیلای، کمیسر عالی حقوق بشر سازمان ملل متحد، امضای زودرس بیانیهٔ پایانی کنفرانس ضدنژادپرستی را پاسخی به سخنان ضد اسرائیلی محمود احمدی‌نژاد، رئیس‌جمهور ایران خواند. وی در این رابطه تصریح کرد: «این واقعیت که بیانیه پایانی به استثنای ۹ کشور، از سوی همه کشورهای شرکت‌کننده مورد تأیید قرار گرفته، پاسخ ماست؛ پاسخی که من آن را موفقیت‌آمیز می‌دانم».